# 민족해방민중민주주의혁명론
민족해방민중민주주의혁명론(民族解放民衆民主主義革命論, National Liberation People's Democracy Revolution; NLPDR)은 1980년대 초부터 형성된 대한민국 학생운동권의 혁명이론이다. 그 골자는 대한민국을 미제국주의의 식민지로 보면서 그 식민지성 때문에 자본주의가 정상적으로 성장할 수 없는 반봉건사회(나중에 반자본주의 사회로 성격규정을 변경)로 보는것, 즉 식민지반봉건사회로 보는 것이다. 1980년대 중반에 들어서면서 '자민통-NL노선'과 '제독-PD노선'으로 분화되었다.

## 분파

### 식민지반봉건론
'자민통-NL노선'으로 요약된다. 대한민국 사회를 일제 시기와 같은 수준의 구식민성을 갖춘 미국의 식민지로 보고, 당대 혁명의 단계를 민주주의혁명으로 본 것이 특징이다. 이들은 계급모순보다 민족모순을 더 우위에 두며, 이에 따라 반제투쟁에서 노동계급의 주도성을 부정하고, 민족부르주아와 소부르주아의 역할을 상대적으로 중시하였다. 이 이론은 마오쩌둥 사상과 주체사상의 영향을 미미하게 받았다.

### 신식민지국가독점자본주의론
'제독-PD노선'으로 요약된다. 대한민국 사회를 일제 시기와는 다른, '신식민지사회'(新植民地社會)로 규정한다. 신식민지사회는 '예속의 심화'에 기반한 자본주의발전을 불러오며, 1980년대 시점에서 한국자본주의 정도는 그 착취성에 따라 독점자본주의단계에 이르렀다고 판단하였다. 그러나, 여전히 민족모순은 남아 있기에 대한민국은 본질적으로 반식민반자본주의사회이며, 따라서 역시 당대 혁명의 단계를 인민민주주의혁명으로 보았다. 이론적으로는 인민민주주의를 수용했다는 측면에서 마르크스-레닌주의의 일부분 영향을 받았다.

## 참고자료
- 배영대 (2007년 1월 3일). “학생운동 `80년 광주` 거치며 미국과 결별”. 중앙일보. 2012년 7월 7일에 원본 문서에서 보존된 문서. 2008년 1월 2일에 확인함.